# Ramón Allende Padin
Ramón Allende Padín Huelvo (Valparaíso, 19 marzo 1845 – Santiago del Cile, 14 ottobre 1884) è stato un medico e politico cileno, nonno del futuro presidente Salvador Allende Gossens.

## Biografia
Era il figlio di Gregorio José Garcés Allende e Salomé Padín Ruiz. Educato al liceo a Valparaiso, e l'Istituto Nazionale di Santiago. Nel 1865 ha conseguito il diploma di chirurgo presso l'Università del Cile a Santiago. Nel 1864 fu iniziato in massoneria a Valparaiso adottando il soprannome di Rojo (il rosso, in riferimento ai suoi capelli rossi) e fu fondatore della Loggia "Progresso" N. 4 di Valparaiso, della quale fecero parte suo figlio Salvador  e suo nipote Salvador Allende Gossens.. Negli anni 1876-79 è stato presidente della Società medica di Santiago.
Venne eletto deputato per la due legislature dal 1876 al 1882 per il Partito Radicale del Cile. Alle successive elezioni, e fino alla sua morte, fu nominato senatore del distretto di Atacama. 
Durante la guerra del Pacifico è stato Capo del Corpo Medico Militare Cileno, è considerato il fondatore del servizio medico dell'esercito cileno. 
Fu critico e avversario della Chiesa cattolica e fondò le prime scuole del Paese sotto il controllo della massoneria - Blas Nuevas a Valparaiso. 
Nel 1884 fu eletto Gran Maestro della Gran Loggia del Cile ,  ma morì qualche mese dopo per il diabete . 
I suoi funerali furono una grande manifestazione politica, la sua bara fu portata da due futuri presidenti di Cile, José Manuel Balmaceda e Ramón Barros Luco.

## Vita privata
Si sposò con Eugenia Castro del Fierro ed ebbe quattro figli: Tomás, Salvador (padre di Salvador Allende Gossens), Ramon e Ana.